# ゲーム三部作シリーズ
『ゲーム三部作シリーズ』（ゲームさんぶさくシリーズ）は、竹本健治による日本の推理小説のシリーズ。
天才囲碁棋士の牧場智久と大脳生理学者の須藤信一郎が難事件に立ち向かうミステリーのシリーズである

## 主な登場人物
牧場智久
IQ208の天才少年囲碁棋士
須藤信一郎
大脳生理学者
牧場典子
智久の姉。大のミステリー好き

## シリーズ一覧
- 囲碁殺人事件（1980年7月 CBSソニー出版 / 1985年9月 河出文庫 / 1994年3月 角川文庫 / 2004年2月 創元推理文庫 / 2017年2月 講談社文庫）
  - 講談社文庫版には短編「チェス殺人事件」を収録。
- 将棋殺人事件（1981年2月 CBSソニー出版/ 1994年2月 角川文庫 / 2004年5月 創元推理文庫 / 2017年3月 講談社文庫）
  - 講談社文庫版には書き下ろし短編「オセロ殺人事件」を収録。
- トランプ殺人事件（1981年8月 CBSソニー出版 / 1986年1月 新潮文庫 / 1994年4月 角川文庫 / 2004年9月 創元推理文庫 / 2017年4月 講談社文庫）
  - 講談社文庫版には書き下ろし短編「麻雀殺人事件」を収録。
- 定本 ゲーム殺人事件（1992年10月 ピンポイント）
  - 上記長編3作品と書き下ろし短編「チェス殺人事件」を収録。「チェス殺人事件」は『フォア・フォーズの素数』・『囲碁殺人事件』（講談社文庫版）にも収録されている。

## 各ストーリー
囲碁殺人事件
囲碁界で将来を嘱望されるIQ208の天才少年の牧場智久は、ミステリマニアの姉の典子と、典子が助手を務めている大学の大脳生理学研究室の須藤とともに囲碁のタイトル戦、第七期棋幽戦第２局を観戦しに行く。この戦いは五期連続防衛のベテラン碁の鬼である槇野九段と、精密機械の異名をとる若手のホープの氷村七段との対決だった。1日目は槇野九段は驚くべき奇手を繰り出し、氷村を圧倒。しかし、翌朝、槇野は対局の場へ現れず、宿近くの渓流の岩場で、首なし死体となって発見される。
将棋殺人事件
大規模な地震が発生し、各地に被害をもたらすなか、土砂崩れの中からふたつの遺体が発見された。それは、六本木界隈に蔓延する奇怪な都市伝説「恐怖の問題」をなぞったかのような状況であった。興味を覚えた牧場智久は噂の原型と発生源を調べ始める。
トランプ殺人事件
カードゲームが好きな須藤信一郎の旧友で臨床精神科医の天野不巳彦は、愛好家達とカードゲームを楽しんでいた。するとぞの最中に誰もいないはずのキッチンで勝手に薬缶の湯が沸騰する怪事件が発生。参加者のうち男性3人が現場にかけつけたわずかな時間の間に洋館の密室から沢村詠子が消失するという事件が発生し数日後遺体で密室状態で発見される。天野は事件の経緯を小説風の原稿にまとめ、謎を解いてほしいと須藤と牧場智久に依頼する